# Dwunastu apostołów Irlandii
Dwunastu apostołów Irlandii (irl. Dá apstol décc na hÉrenn) –  dwunastu świętych apostołów Irlandii rzekomych uczniów Świętego Finiana (~470-549), założyciela opactwa w Clonard (ok. 520). Historycznie wydaje się mało prawdopodobnym, że wszyscy byli uczniami Finiana z uwagi na czasy w których żyli i miejsca w których pobierali nauki. W większości przypadków kształcili się na Wielkiej Brytanii lub byli nauczani przez tych, którzy kształcili się w brytyjskich szkołach. Sami byli założycielami wielu klasztorów i szkół, przyczyniając się znacznie do rozwoju monastycyzmu w irlandzkim Kościele.
Najczęściej, według tradycji katolickiej, wymienianymi są:
1. Brendan Starszy (ok. 500-571)
2. Brendan Żeglarz (ok. 484-577)
3. Kanizjusz z Aghaboe (ok. 516-600)
4. Kiaran z Clonmacnois (ok. 515-549)[1]
5. Kiaran z Saigir (zm. ok. 530)
6. Kolumba z Terryglass (zm. 552)
7. Kolumba z Iony (ok. 521-597)
8. Laserian z Leighlin (zm. 639)
9. Mobi z Glasnevin (zm. ok. 544)
10. Ninnaid z Inismacsaint (zm. po 530)
11. Rodan z Lorrha, Ruadan (zm. ok. 584)[2]
12. Sinell z Cleenish (500-t)

Wymieniani spoza listy zamiennie:
1. Molaise z Devenish, Laserian (zm. 563) – zamiast św. Laseriana z Leighlin
2. Senan ze Scattery (ok. 488-544) – zamiast św. Sinella
3. Kongal z Bangor, Komgal (516-602)[3]
4. Finian z Moville, Finnian (ok. 493-579)
5. Bekan (ok. 500-570)[4]
6. Senach z Clonard (500-t)

## Dzień obchodów
Wspomnienie liturgiczne 12. apostołów obchodzone jest 6 stycznia.